# Nātīj
Nātīj (persiska: ناتیج, Nārtīj) är en ort i Iran.   Den ligger i provinsen Kerman, i den sydöstra delen av landet, 1 000 km sydost om huvudstaden Teheran. Nātīj ligger 991 meter över havet och antalet invånare är 842.
Terrängen runt Nātīj är huvudsakligen platt, men åt nordväst är den kuperad. Terrängen runt Nātīj sluttar österut. Runt Nātīj är det glesbefolkat, med 14 invånare per kvadratkilometer. Närmaste större samhälle är Bam, 7,6 km väster om Nātīj. Trakten runt Nātīj är ofruktbar med lite eller ingen växtlighet.